# Prionus komiyai
Prionus komiyai là một loài bọ cánh cứng trong họ Cerambycidae.